# Oravica
Oravica je hornooravská řeka na území okresu Tvrdošín. Je významným levostranným přítokem Oravy s délkou 32 km a průměrným průtokem v Trstené 2,9 m³/ s.
Pramení na území Polska nedaleko slovenské hranice, pod vrchem Siwiańskie Turnie (1065 m) v lokalitě Molkówka, v nadmořské výšce cca 970 m. Územím Polska teče jen na krátkém, asi 750metrovém úseku.
Po vstupu na slovenské území teče západním směrem přes Tichou dolinu. Z masivu Magury (1232 m) je napájena četnými krátkými přítoky, dále přibírá Juráňov potok (829 m) a teče na krátkém úseku na severozápad. Zleva dále přibírá Bobrovecký potok, obtéká osadu Oravice a přechází z podtatranské brázdy (podsestava Zuberecká brázda) do Skorušinských vrchů.
Zde přibírá Čierny potok z levé strany, velkým obloukem vtéká do Oravské kotliny, protéká přes Vitanovou dále na západ a mezi obcemi Vitanová a Liesek vytváří meandry. U obce Čimhová přibírá zleva Čimhovský potok, následně u Liesku také zleva Hlboký potok (644 m), až k Trstené opět meandruje a přibírá pravostranný Bratkovčík.
Opouští Oravskou kotlinu a vstupuje do Oravské vrchoviny. Zde protéká Trstenou a stáčí se na jihozápad. Na konci města přibírá z levé strany potok Všivák a za městem přibírá levostranné přítoky Trsteník a Zábiedovčík, protéká okrajem města Tvrdošín a na okraji města se nakonec v nadmořské výšce přibližně 567 m vlévá do Oravy.